# موجة ارتطام

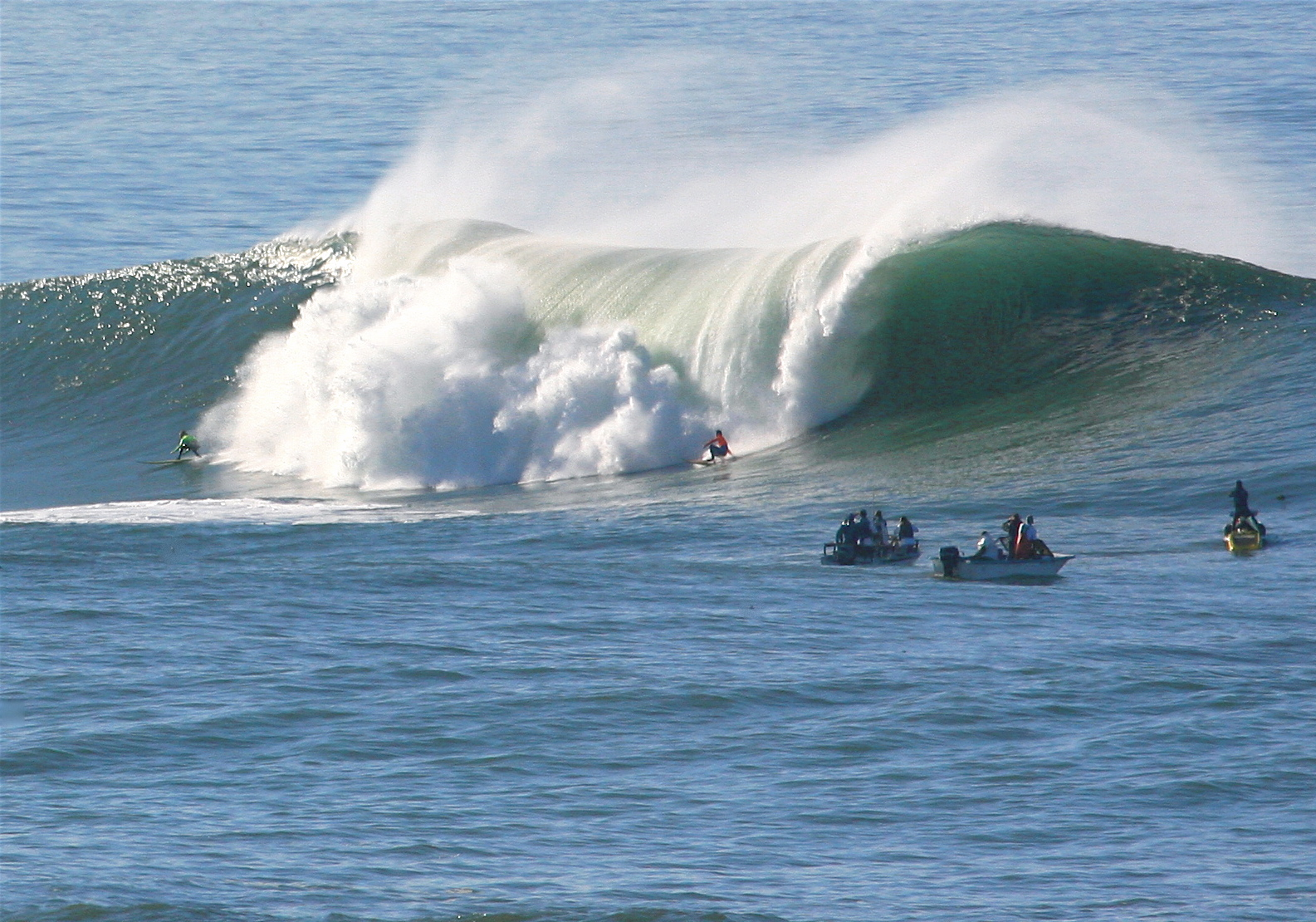
موجات ارتطام كبيرة.

المُتَكَسِّرة أو الموجة المتكسرة أو موجة الارتطام أو موجات الارتطام موجات بحرية سطحية ذات انحدار شديد
تسبق قممها أجسامها فتنهار على هيئة كتلة مضطربة على الشاطئ أو فوق شعب صخري. و يحدث انهيار الموجة عادة عندما يصير عمق الماء أقل من 1,28 من المرات قدر ارتفاع الموجة.